# Lipówki (wzgórze)
Lipówki lub Bliskie Lipówki – wzgórze ostańcowe na Wyżynie Częstochowskiej, w południowo-wschodniej części miejscowości Olsztyn w województwie śląskim, w powiecie częstochowskim, w gminie Olsztyn. Wzniesienie ma wysokość 351 m n.p.m. i formę bezleśnego, skalnego grzebienia. Od południowej strony sąsiaduje ze skalistym wzgórzem Biakło, w kierunku północno-wschodnim odbiega od Lipówek grzbiet łączący je ze wzgórzem Cegielnia.
Wzgórze zbudowane jest z wapieni pochodzących z okresu jurajskiego. Na jego grzbiecie znajdują się grupa skalnych ostańców o zróżnicowanej wysokości i różnorodnych kształtach. Są wśród nich typowe grzyby skalne, baszty, ale także ściany, różnorodne formy rzeźby krasowej (jamy, żłobki i żebra) i różnorodne formacje skalne; kominy, filary, zacięcia.
Występujące na Lipówkach skały należą do tzw. Skał Olsztyńskich. Wzgórze z wszystkich stron otoczone jest łąkami. Jest popularne wśród wspinaczy, którzy wyróżnili na nim kilka skał wspinaczkowych tworzących dwie grupy skalne:
- Grzybki,
- Płetwa, Urwista Turnia, Podcięta Turnia[4]

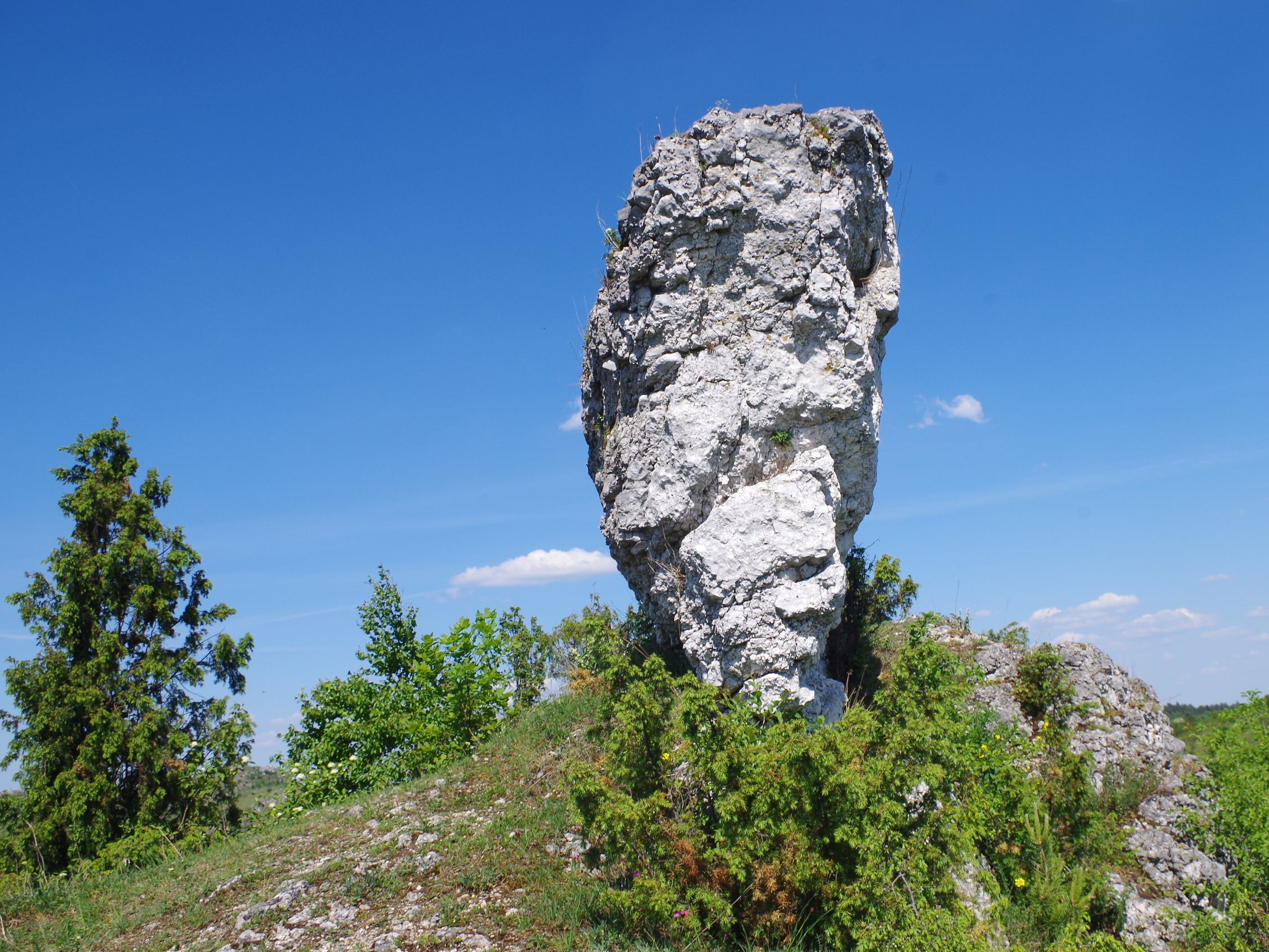
Jeden z grzybków skalnych
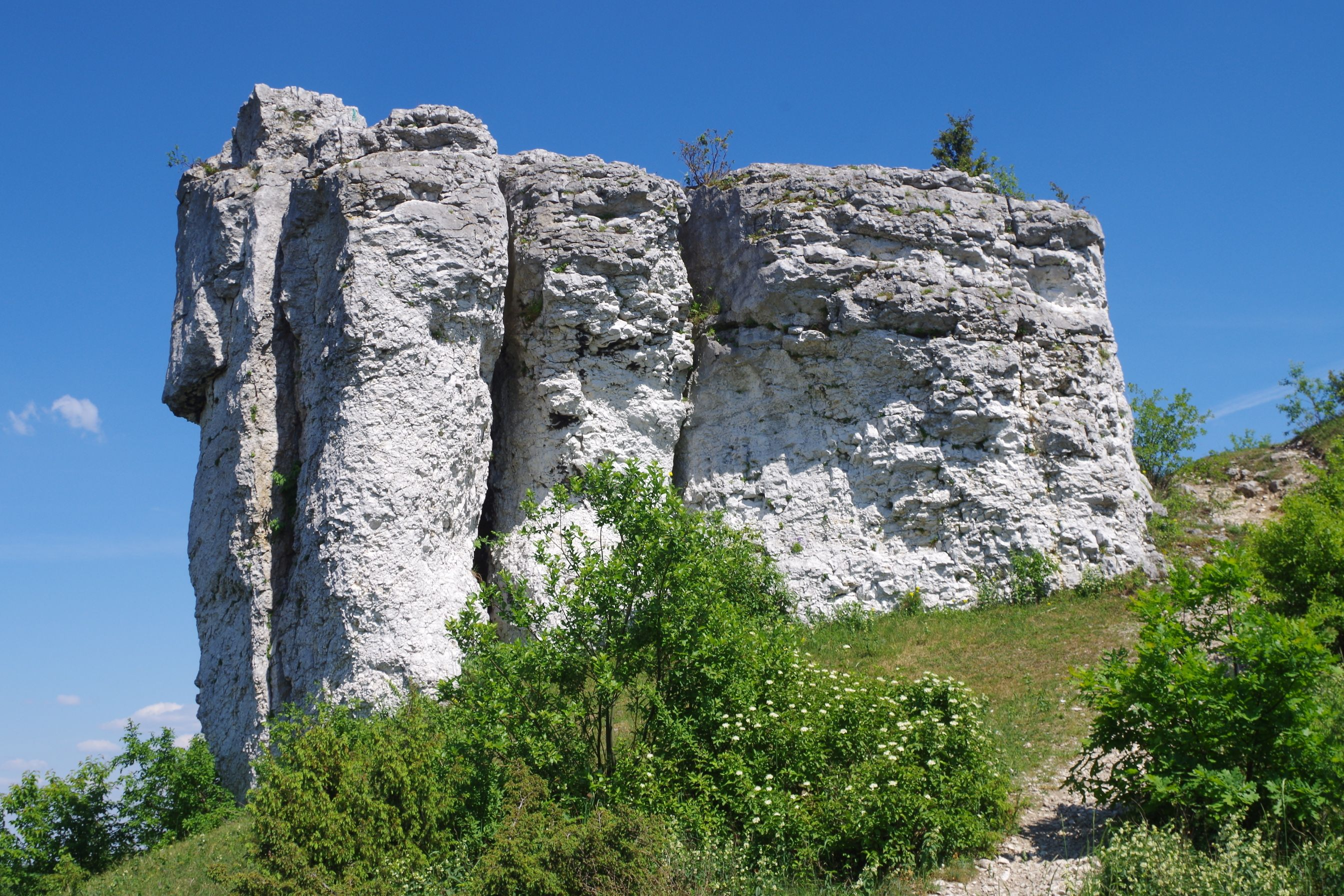
Grzybki
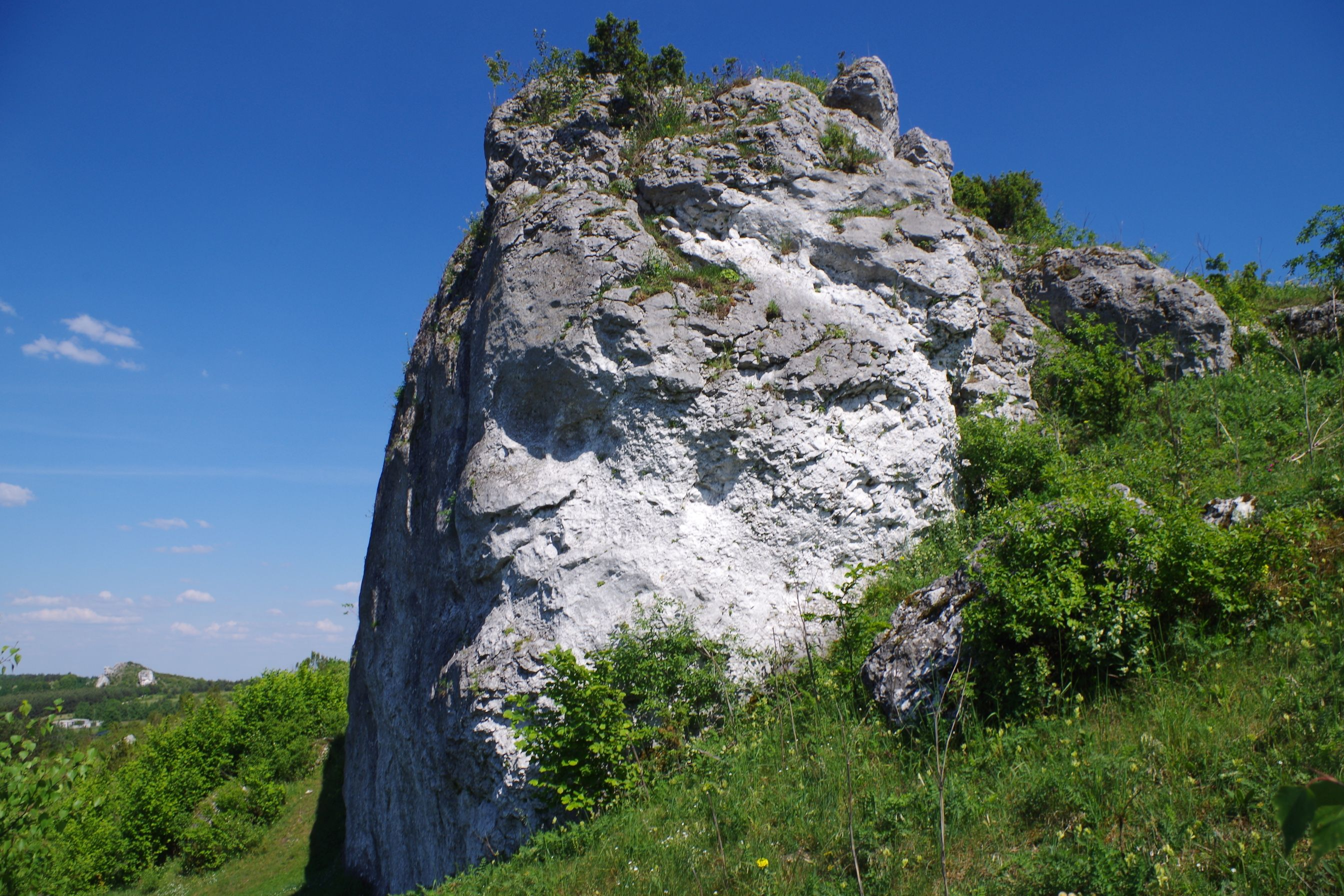
Płetwa
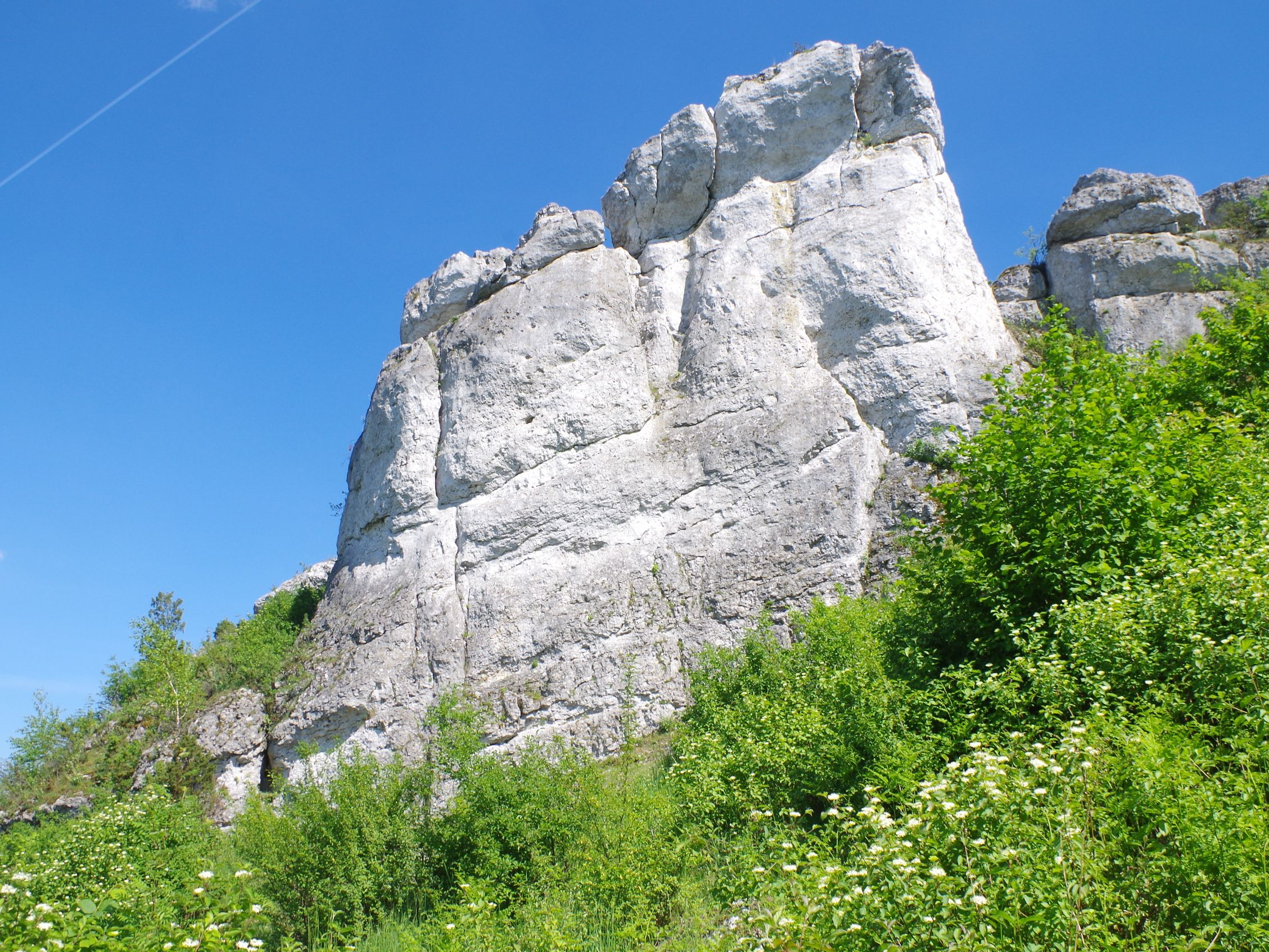
Urwista Turnia
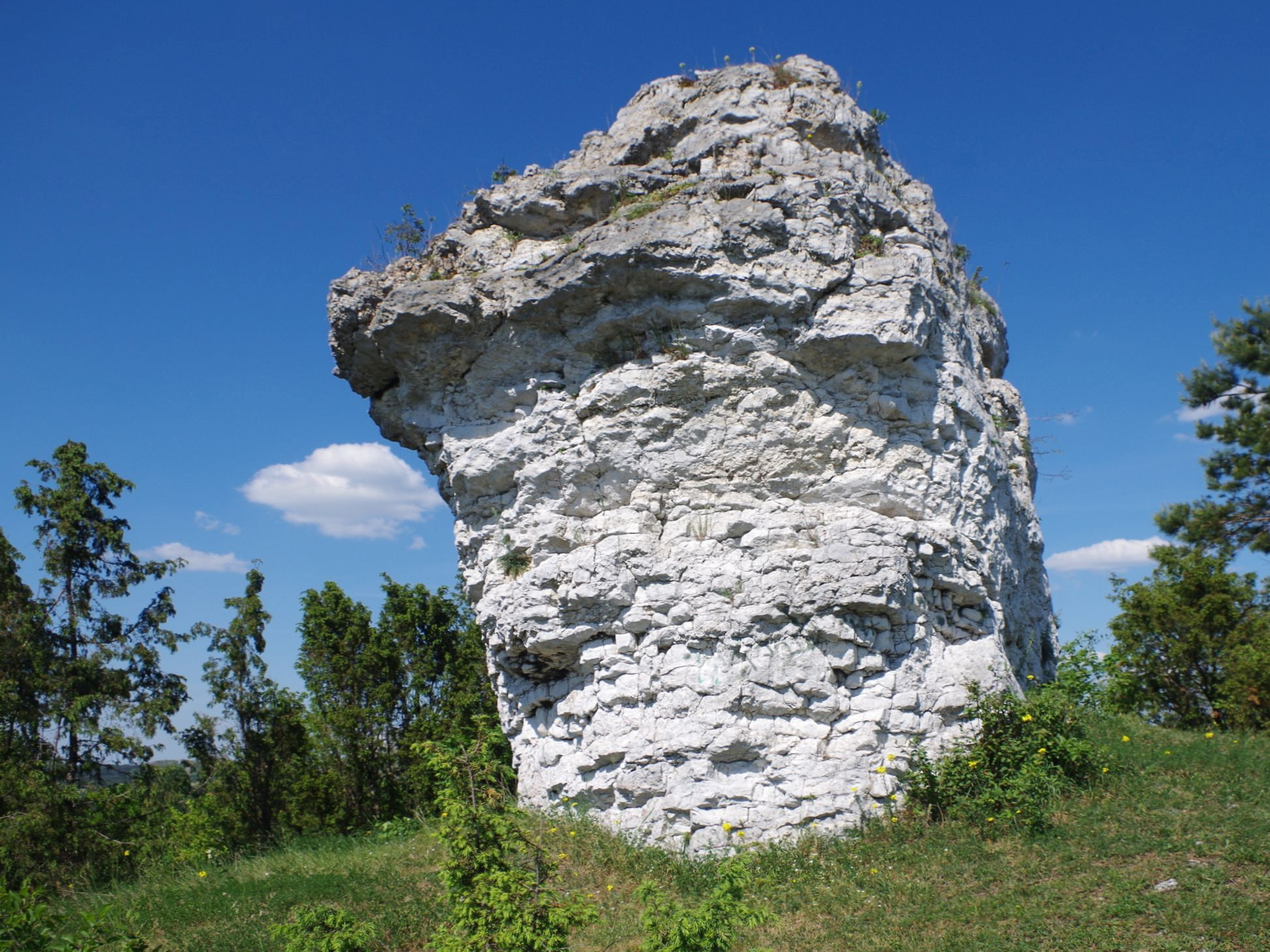
Jeden z grzybków skalnych
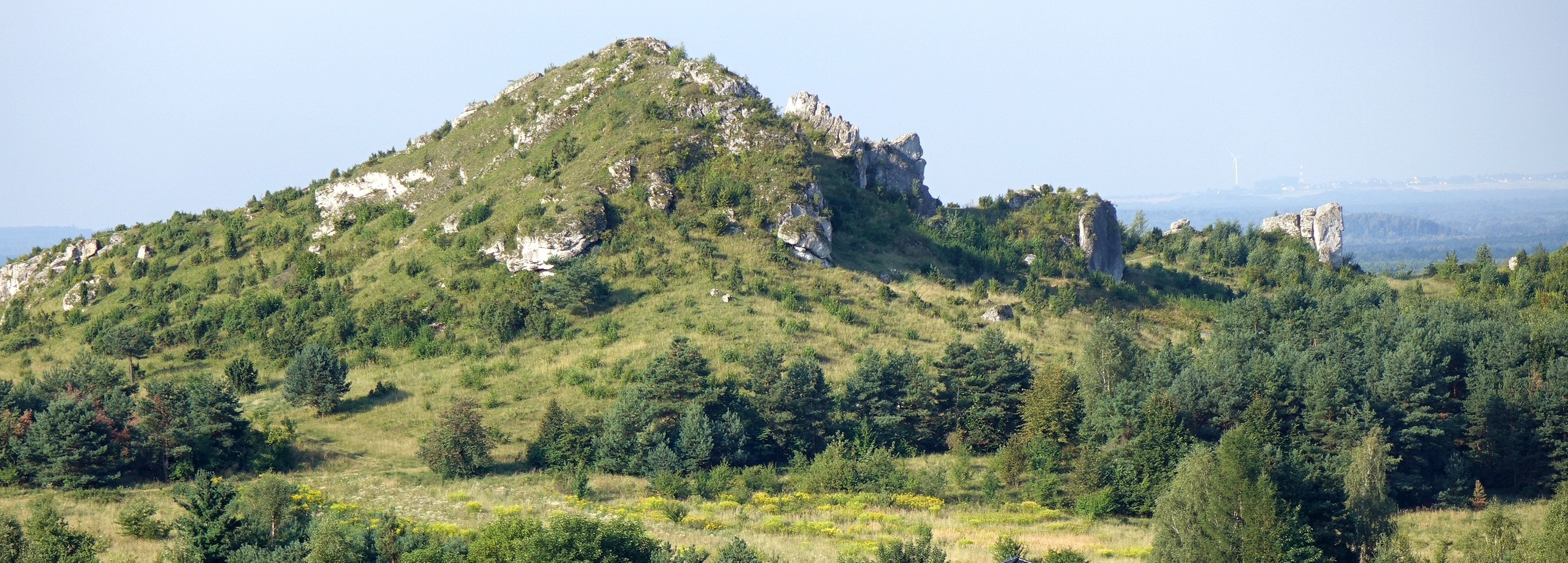
Lipówki z wzgórza Kielniki

W skałach Lipówek znajduje się Jaskinia w Lipówce oraz Schronisko w Podciętej Turni na Lipówce.